# Bira Timur
Bira Timur is een bestuurslaag in het regentschap Sampang van de provincie Oost-Java, Indonesië. Bira Timur telt 5481 inwoners (volkstelling 2010).